# Acacia covenyi
Acacia covenyi é uma espécie de leguminosa do gênero Acacia, pertencente à família Fabaceae.